# خانه آیت‌الله مدرس (اردستان)
خانه آیت الله مدرس مربوط به دوره قاجار است و در شهرستان اردستان، روستای سرابه، کچور واقع شده و این اثر در تاریخ ۱۶ فروردین ۱۳۷۷ با شمارهٔ ثبت ۱۹۷۴ به‌عنوان یکی از آثار ملی ایران به ثبت رسیده است.